# Tarenna mollis
Tarenna mollis là một loài thực vật có hoa trong họ Thiến thảo. Loài này được (Wall. ex Hook.f.) B.L.Rob. miêu tả khoa học đầu tiên năm 1910.